# Diecezja Sivagangai
Diecezja Sivagangai – diecezja rzymskokatolicka w Indiach. Została utworzona w 1987 z terenu archidiecezji Maduraj.

## Ordynariusze
- Edward Francis (1987–2005)
- Jebamalai Susaimanickam (2005–2020)
- Lourdu Anandam (od 2023)